# Польська об'єднана робітнича партія
Польська об'єднана робітнича партія, ПОРП (пол. Polska Zjednoczona Partia Robotnicza вимовляється [ˈpɔlska zjɛdnɔˈt͡ʂɔna ˈpartja rɔbɔtˈɲit͡ʂa]), PZPR) — керівна партія в Польській Народній Республіці з 1948 по 1989 рік.
Утворено партію в грудні 1948 року в результаті злуки Польської робітничої партії (пол. Polska Partia Robotnicza, ППР) і Польської соціалістичної партії. В ухвалених документах програмного характеру ПОРП відмовлялася в державному будівництві від моделі народної демократії. Уходила в міжнародну співпрацю з КПРС і комуністичними партіями країн Варшавського договору.

## Організаційна структура
Загальне керівництво діяльністю партії здійснював Центральний комітет ПОРП (Komitet Centralny PZPR), якому підпорядковувалися місцеві партійні організації. Крім того, діяли:
- Дитяча «Союз польського харцерства»
- Молодіжний «Союз польської молоді» (1948—1956), «Союз соціалістичної молоді» (1957—1976), «Союз соціалістичної польської молоді» (з 1976).

### Розпуск
Після парламентських виборів 1989 ПОРП позбулася статусу керівної партії.
27 січня 1990 відбувся XI з'їзд ПОРП; у ньому взяли участь 1639 делегатів. На з'їзді винесено ухвалу про саморозпуск партії.

### Наступники
Правонаступницею ПОРП стала партія «Соціал-демократія республіки Польща», що прибрала собі ідеали соціал-демократії. 15 квітня 1999 її перетворено на партію Союз демократичних лівих сил.
У липні 2002 року створено Комуністичну партію Польщі.

## Перші секретарі Центрального Комітету ПОРП
- Болеслав Берут (Bolesław Bierut), грудень 1948 — березень 1956 (в 1948-1954 — Голова Центрального Комітету ПОРП)
- Едвард Охаб (Edward Ochab), березень — жовтень 1956
- Владислав Гомулка (Władysław Gomułka), жовтень 1956 — грудень 1970)
- Едвард Ґерек (Edward Gierek), грудень 1970 — вересень 1980
- Станіслав Каня (Stanisław Kania), 1980-1981
- Войцех Ярузельський (Wojciech Jaruzelski), 18 жовтня 1981 — липень 1989
- Мечислав Раковський (Mieczysław Rakowski), 1989-1990